# Pillusjträsken (Jokkmokks socken, Lappland, 734290-169574)
Pillusjträsken är en sjö i Jokkmokks kommun i Lappland och ingår i Luleälvens huvudavrinningsområde.